# SN 2004gd
SN 2004gd – supernowa typu IIn odkryta 6 listopada 2004 roku w galaktyce NGC 2341. W momencie odkrycia miała maksymalną jasność 17,30m.